# Nachrichtenpriorität
Die Nachrichtenpriorität kennzeichnet die Priorität beziehungsweise Dringlichkeit einer Nachricht insbesondere im Telegrammverkehr. Damit wird der Vorrang beziehungsweise Nachrang der Mitteilung gegenüber anderen definiert.
Allgemein unterscheidet man hierbei zwischen zivilen und militärischen Meldungen. Zu letzteren gehören beispielsweise militärische Befehle oder Lagemeldungen. Hierzu siehe auch: Dringlichkeitszeichen der Wehrmacht.
Für den zivilen Bereich wurden von der Internationalen Fernmeldeunion (ITU) im Jahr 1958 in Genf unter anderem die folgenden Stufen festgelegt:
- Etat Priorité Nations – Telegramm von oder für die Vereinten Nationen
- Etat Priorité – Staatstelegramm mit Priorität
- Etat – Staatstelegramm ohne Priorität
- Urgent – Dringend